# ولادمیر جکیچ
ولادمیر جکیچ یک مربی فوتبال آلمانی یوگوسلاوی‌الاصل بود که به مدت ۲ سال در تیم تاج تهران سرمربی‌گری کرد. وی در ایران با نام جگیچ هم شناخته شده است.

## دوران مربی‌گری
وی در سال ۱۳۵۵ به عنوان سرمربی تیم فوتبال تاج تهران منصوب شد و تا میانه‌های سال ۱۳۵۷ سمت خود را حفظ کرد. در پاییز سال ۱۳۵۷ و با نزدیک شدن به حوادث انقلاب ایران وی تهران را ترک کرد و سپس در امارات و به عنوان سرمربی تیم الاهلی امارات برگزیده شد.

## تفکیک عملکرد جکیچ در تاج
| ولادمیر جکیچ  |      |     |       |      |     |     |       |         |
| عنوان         | بازی | برد | مساوی | باخت | گ.ز | گ.خ | تفاضل | امتیاز* |
| لیگ تخت جمشید | ۴۲   | ۲۱  | ۱۰    | ۱۱   | ۴۴  | ۲۹  | ۱۵    | ۵۲      |
| جام حذفی      | ۵    | ۴   | ۱     | ۰    | ۷   | ۲   | ۵     | ۹       |
| جمع           | ۴۷   | ۲۵  | ۱۱    | ۱۱   | ۵۱  | ۳۱  | ۲۰    | ۶۱      |

* امتیازها بر حسب هر برد ۲ امتیاز محاسبه شده است

## افتخارات
تاج تهران
- جام حذفی ایران (۱): ۱۳۵۷

## خاطره‌ای از حضور جکیچ در ایران
ولادمیر جکیچ یکی از مربیانی بود که اگرچه مدت زمان زیادی را در تاج سرمربیگری نکرد اما تغییر سبک استقلال و شیوه مدرن بازی این تیم در دوره این سرمربی به وضوح دیده می شد.
این نوستالژی مربوط به سورپرایز بازیکنان تاج برای ولادمیر جکیچ است. حسن روشن، حسن نظری، ایرج دانایی فرد، آندرانیک اسکندریان و مصطفی مسلمی که جزو ملی پوشان تیم تاج بودند برای قدردانی از زحمات سرمربی خود، یک ماشین BMW برای او خریداری می کنند تا در سرمای زمستان با آن رفت‌وآمد کند. جکیچ با دیدن این هدیه ارزنده شگفت زده شده و از شاگردانش بابت این لطف تشکر می کند.

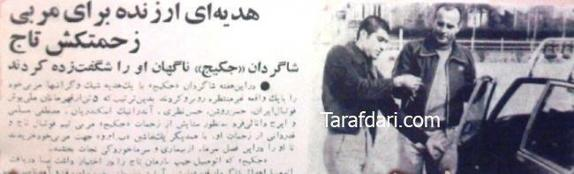
وقتی بازیکنان تاج به سرمربی خود اتومبیل BMW هدیه دادند